# باغ مخفی (فیلم ۱۹۹۳)
باغ مخفی (انگلیسی: The Secret Garden) فیلمی به کارگردانی آگنیشکا هولاند است که در سال ۱۹۹۳ منتشر شد. از بازیگران آن می‌توان به مگی اسمیت، ایرن ژاکوب و کلی مکدونالد اشاره کرد.

## خلاصه داستان
یک دختر بریتانیایی که در هند بزرگ شده، در زمین لرزه ای پدر و مادر خود را از دست می‌دهد. او به انگلستان بازمی‌گردد تا در قصر عموی خود زندگی کند. عموی او به دلیل از دست دادن همسر خود به مکان دوری رفته‌است. او که در قصر تنها مانده شروع به گشت و گذار در آن می‌کند و باغی مخفی را پیدا می‌کند.

## بازیگران
- کیت میبرلی
- اندرو نات
- مگی اسمیت
- جان لینچ
- ایرن ژاکوب
- کلی مکدونالد
- والتر اسپارو
- هیدن پراوس